# Stellaria lanipes
Stellaria lanipes là loài thực vật có hoa thuộc họ Cẩm chướng. Loài này được C.Y. Wu & H. Chuang miêu tả khoa học đầu tiên năm 1995.